# 충돌 테스트

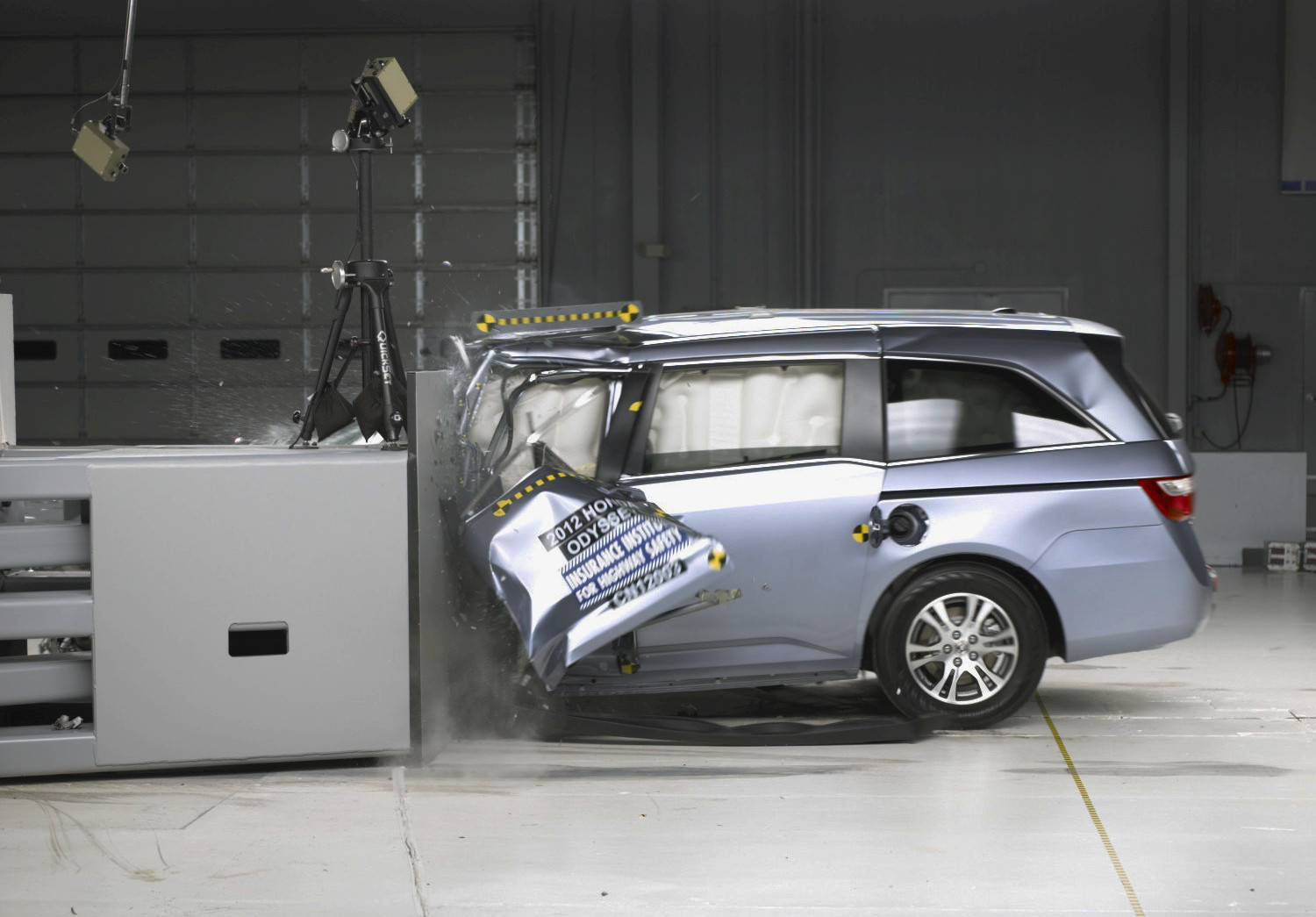
2012년 혼다 오딧세이의 전면 스몰 오버랩 충돌 테스트

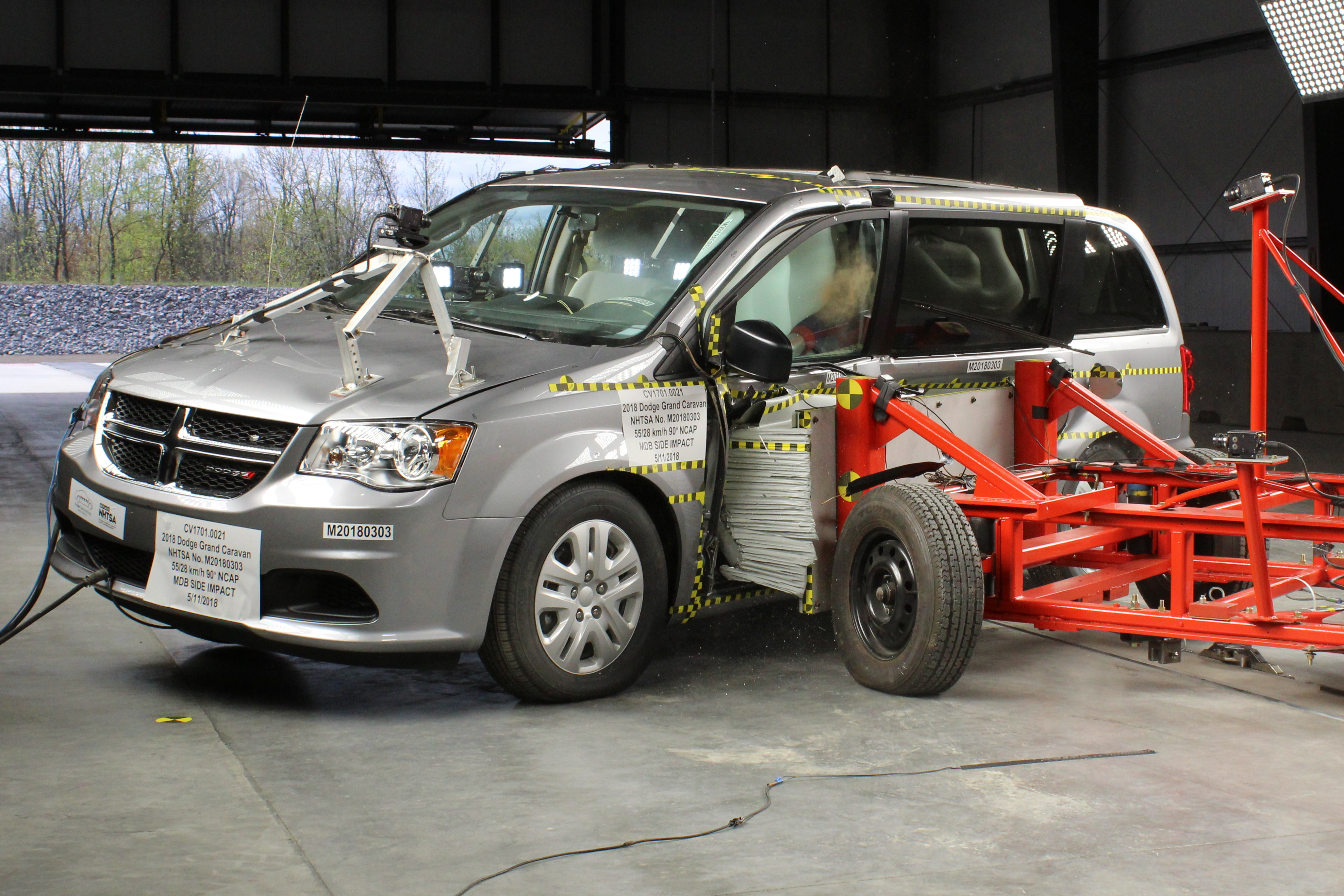
2018년 닷지 그랜드 캐러밴이 62km/h로 이동 변형 가능한 장벽에 부딪히는 모습

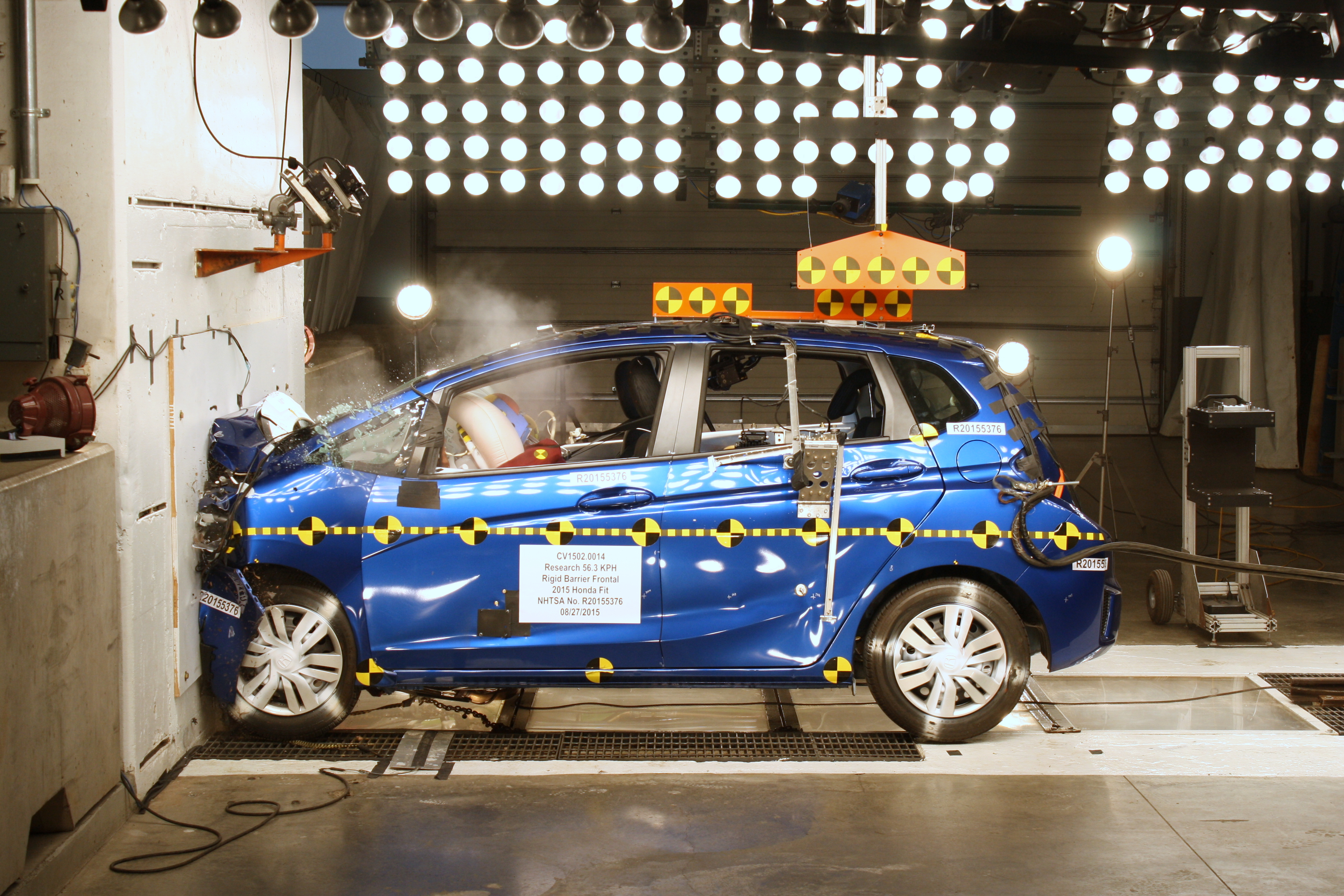
2016년 혼다 피트가 56km/h로 정면 벽에 부딪히는 모습

2017년 혼다 릿지라인의 운전석 측면 사각 충돌 테스트

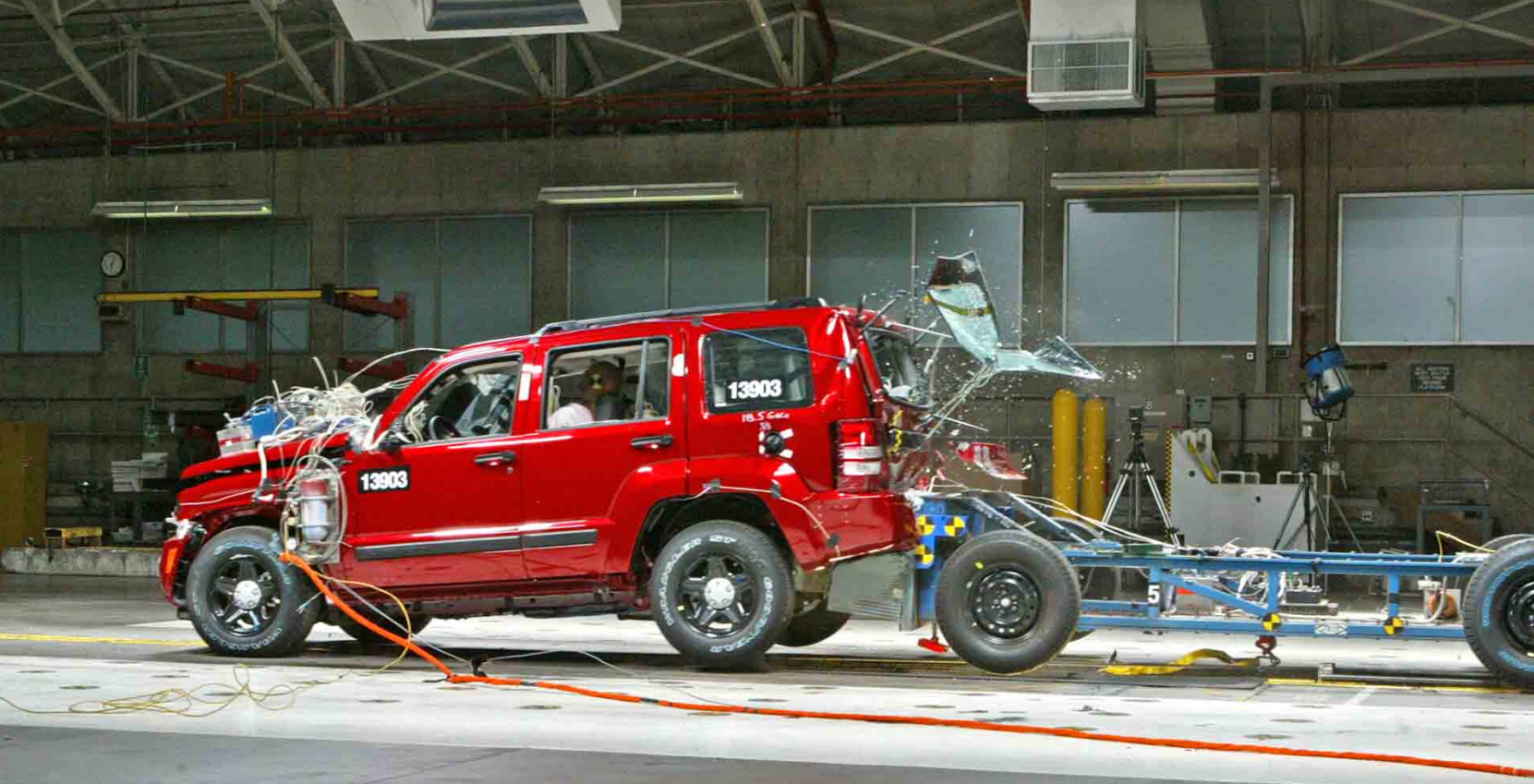
크라이슬러 시험장에서 일상적인 충돌 테스트를 받는 지프 리버티

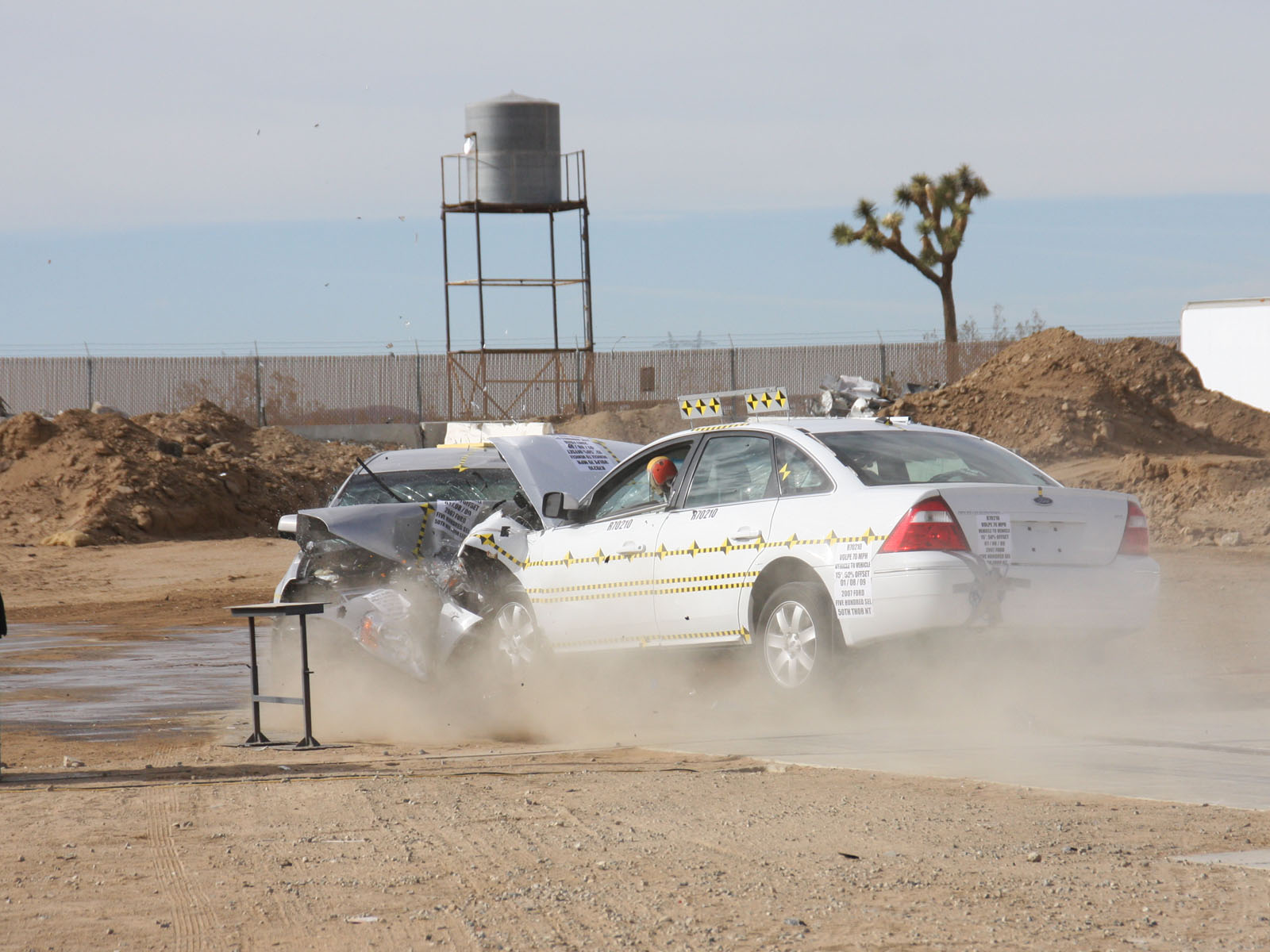
두 대의 포드 파이브 헌드레드를 포함하는 미국 고속도로교통안전국 연구 충돌 테스트

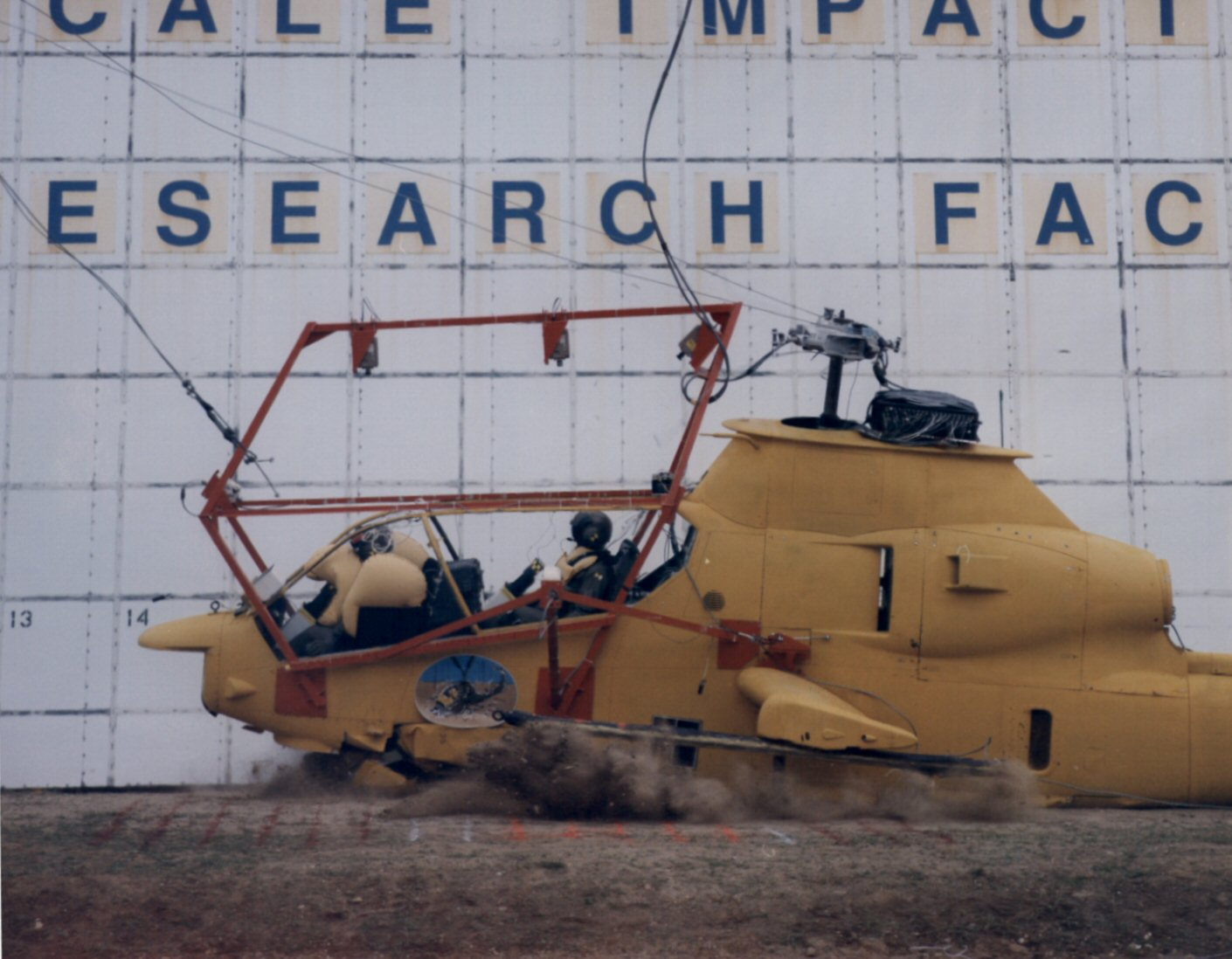
에어백 기술의 다양한 AH-1G (Mod) 헬리콥터에 대한 실규모 충돌 테스트

충돌 테스트는 일반적으로 다양한 운송 수단(자동차 안전 참조) 또는 관련 시스템 및 부품에 대한 충돌 안전성 및 충돌 호환성의 안전 설계 표준을 보장하기 위해 수행되는 파괴 시험의 한 형태이다.

## 유형
- 정면 충돌 테스트: 대부분의 사람들이 충돌 테스트에 대해 질문을 받았을 때 처음 떠올리는 것이다. 차량은 일반적으로 특정 속도로 단단한 콘크리트 벽에 부딪히지만, 차량이 차량에 부딪히는 테스트일 수도 있다. SUV는 높은 차체 높이 때문에 오랫동안 이러한 테스트에서 지적되어 왔다.
- 중간 오버랩 테스트: 차량 전면의 일부만 장벽(차량)에 충돌하는 테스트이다. 이는 충돌 힘이 정면 충돌 테스트와 거의 동일하게 유지되지만, 차량의 작은 부분이 모든 힘을 흡수해야 하므로 중요하다. 이러한 테스트는 종종 차량이 마주 오는 교통으로 진입하면서 이루어진다. 이 유형의 테스트는 미국 미국고속도로안전보험협회(IIHS), 유로 NCAP, 오스트랄라시아 신차 평가 프로그램(ANCAP) 및 ASEAN NCAP에서 수행한다.
- 스몰 오버랩 테스트: 차량 구조의 작은 부분만 기둥이나 나무와 같은 물체에 부딪히거나, 차량이 다른 차량을 스치는 경우이다. 이 테스트는 어떤 속도에서든 차량 구조에 가장 많은 힘을 가하므로 가장 까다로운 테스트이다. 일반적으로 전면 차량 구조의 15~20%에서 수행된다.
- 측면 충돌 테스트: 이러한 형태의 사고는 치명적일 가능성이 매우 높다. 차량은 탑승자가 부상을 입기 전에 충격력을 흡수할 만한 충분한 크럼플 존을 가지고 있지 않기 때문이다.
- 기둥 충돌 테스트: 차량 측면의 작은 부분에 많은 힘을 가하는 어려운 테스트이다.
- 차량 전복 테스트: 동적 충격 시 차량(특히 지붕을 지지하는 필러)이 스스로 지탱할 수 있는 능력을 테스트한다. 최근에는 정적 충돌 테스트 대신 동적 전복 테스트가 제안되었다(비디오).[1]
- 도로변 하드웨어 충돌 테스트: 충돌 장벽과 충돌 쿠션이 도로변 위험으로부터 차량 탑승자를 보호하고, 가드레일, 표지판 기둥, 가로등 기둥 및 유사한 부속품이 차량 탑승자에게 과도한 위험을 초래하지 않도록 하는 데 사용된다.
- 구형 대 신형: 종종 구형의 큰 차량과 신형의 작은 차량[2][3] 또는 동일한 차종의 두 세대가 충돌하는 테스트이다. 이 테스트는 충돌 안전성의 발전을 보여주기 위해 수행된다.
- 컴퓨터 모델: 실규모 충돌 테스트 비용이 많이 들기 때문에 엔지니어는 실제 테스트를 수행하기 전에 차량 또는 장벽 설계를 개선하기 위해 컴퓨터 모델을 사용하여 많은 시뮬레이션 충돌 테스트를 실행한다.[4]
- 슬레드 테스트: 에어백 및 안전벨트와 같은 구성 요소를 테스트하는 비용 효율적인 방법은 슬레드 충돌 테스트를 수행하는 것이다. 가장 일반적인 두 가지 슬레드 시스템 유형은 정지 상태에서 발사되는 역발사 슬레드와 출발 지점에서 가속되어 유압 램으로 충돌 영역에서 정지되는 감속 슬레드이다. 이는 차량 시트의 경추부염좌 보호 기능을 평가하는 데도 사용될 수 있다.

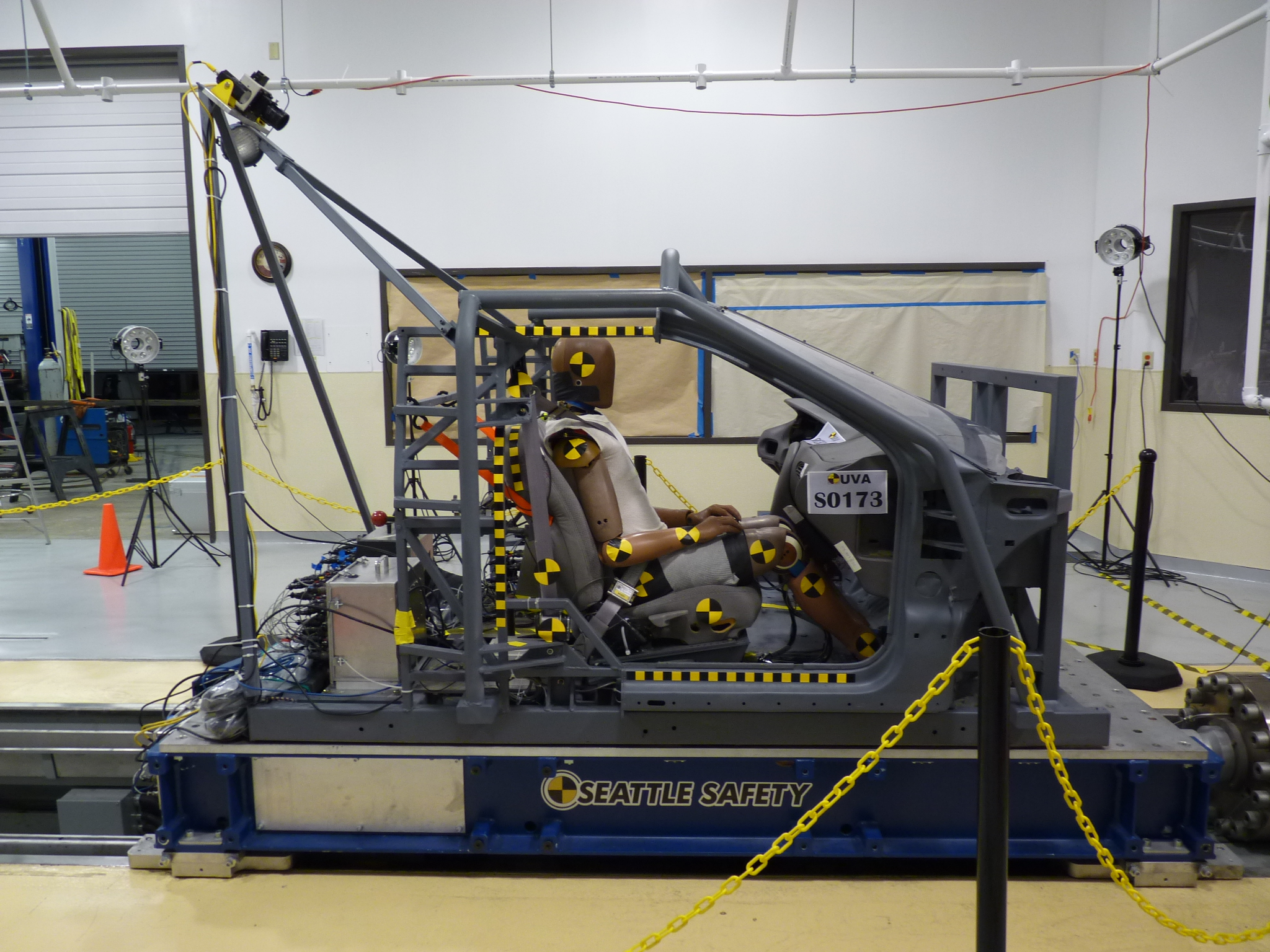
주행 전 일반적인 세단을 나타내는 버크와 함께 역발사 슬레드
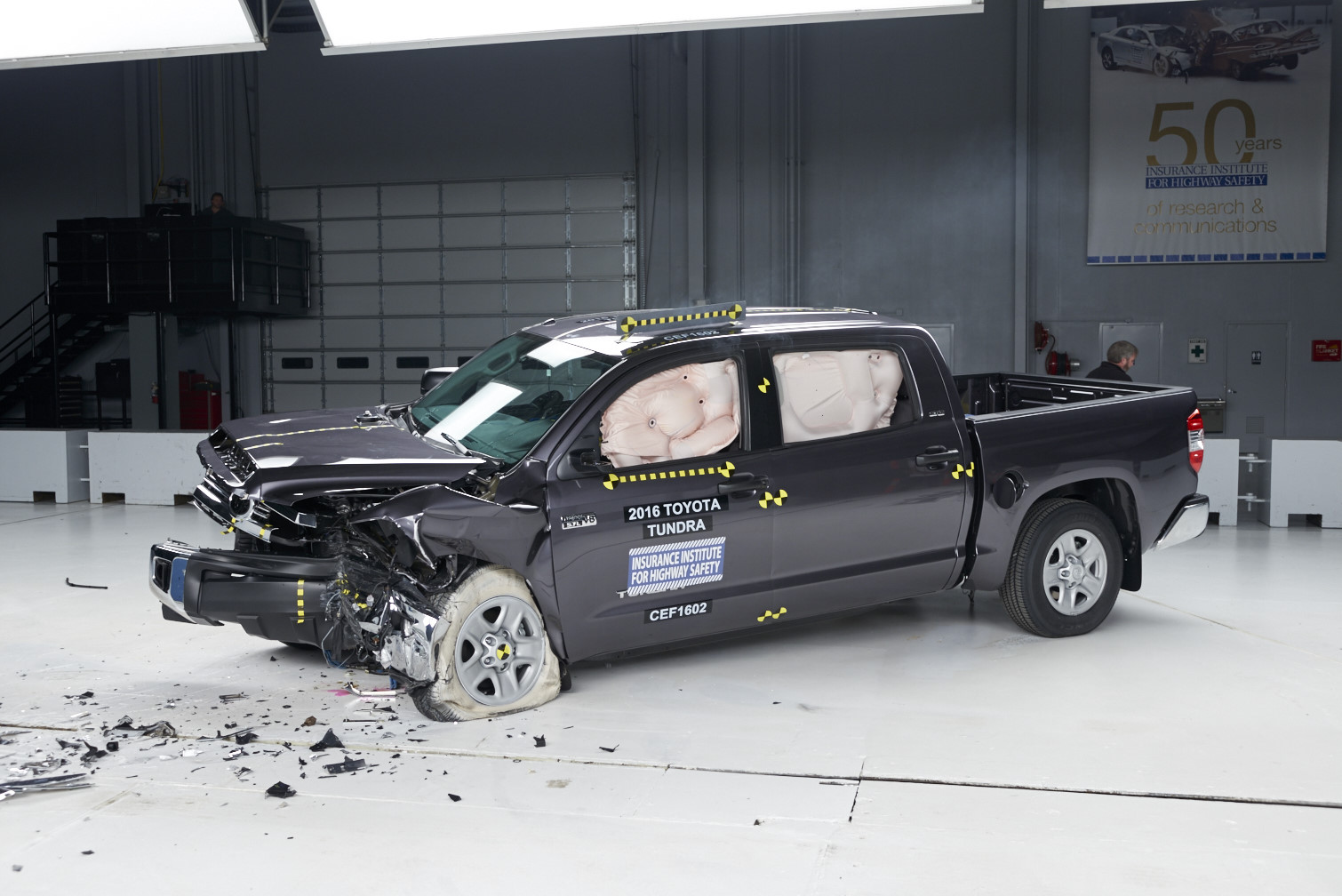
2016년 토요타 툰드라의 정면 중간 오버랩 충돌 테스트
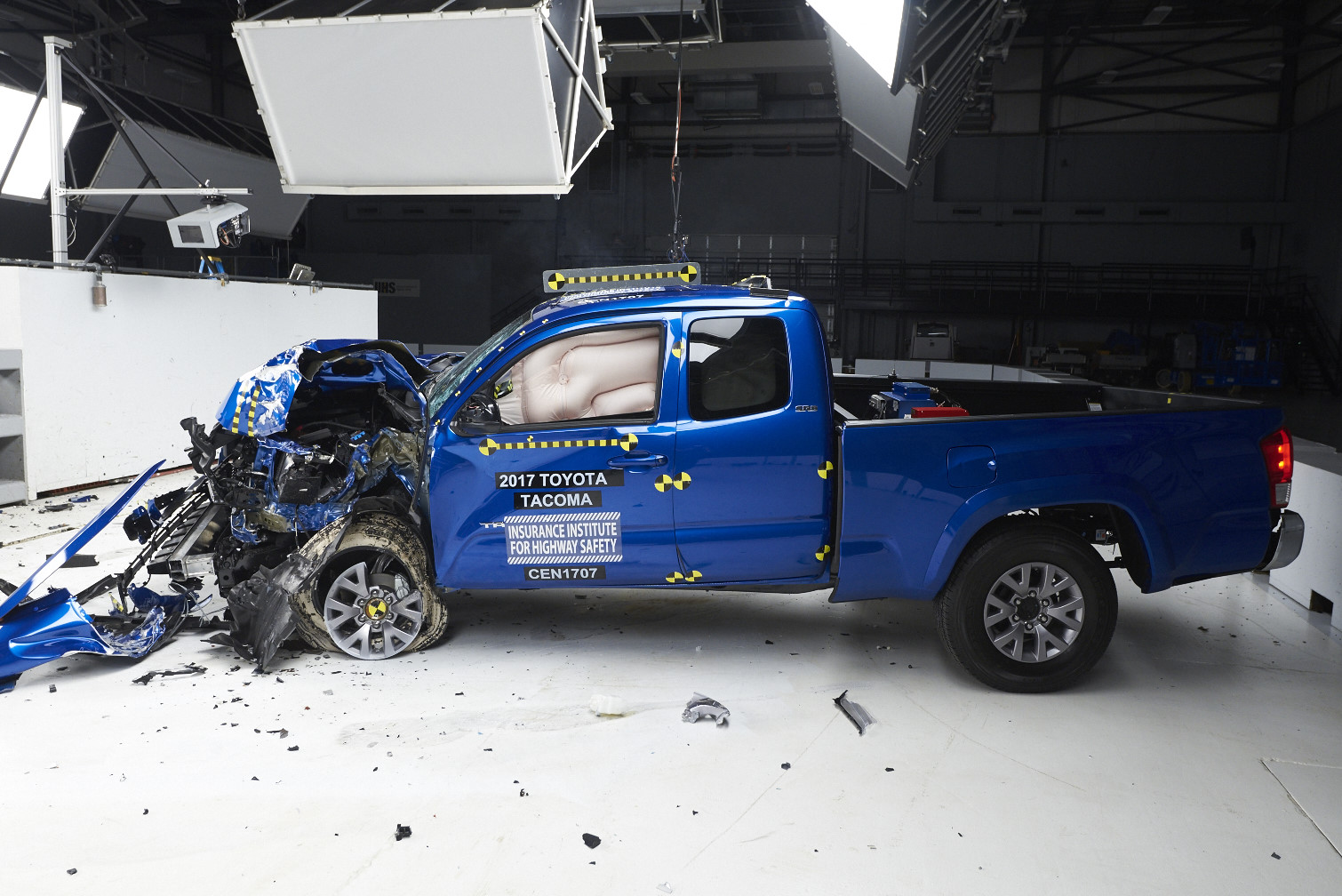
2017년 토요타 타코마의 운전석 스몰 오버랩 충돌 테스트
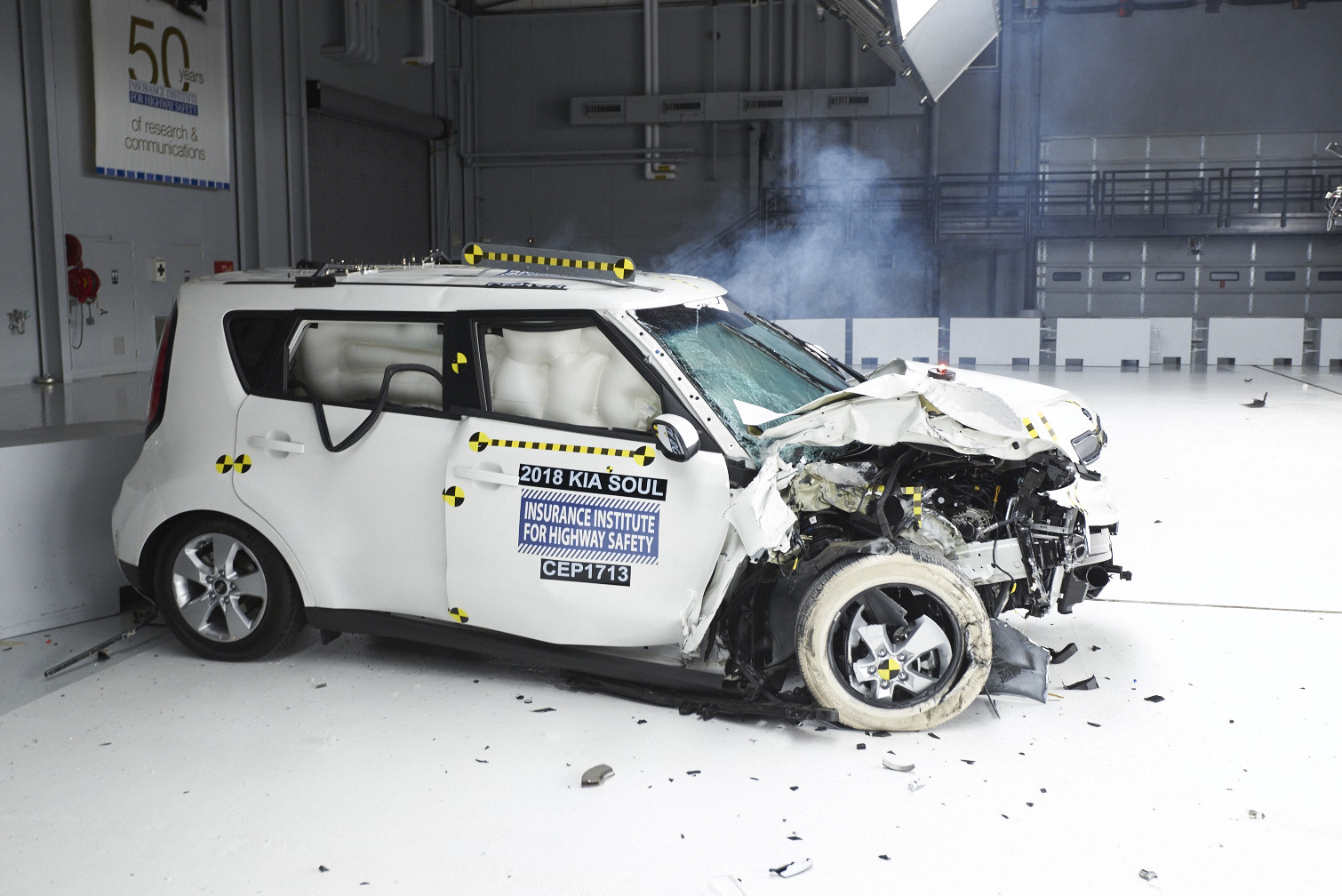
2018년 기아 쏘울의 조수석 스몰 오버랩 충돌 테스트
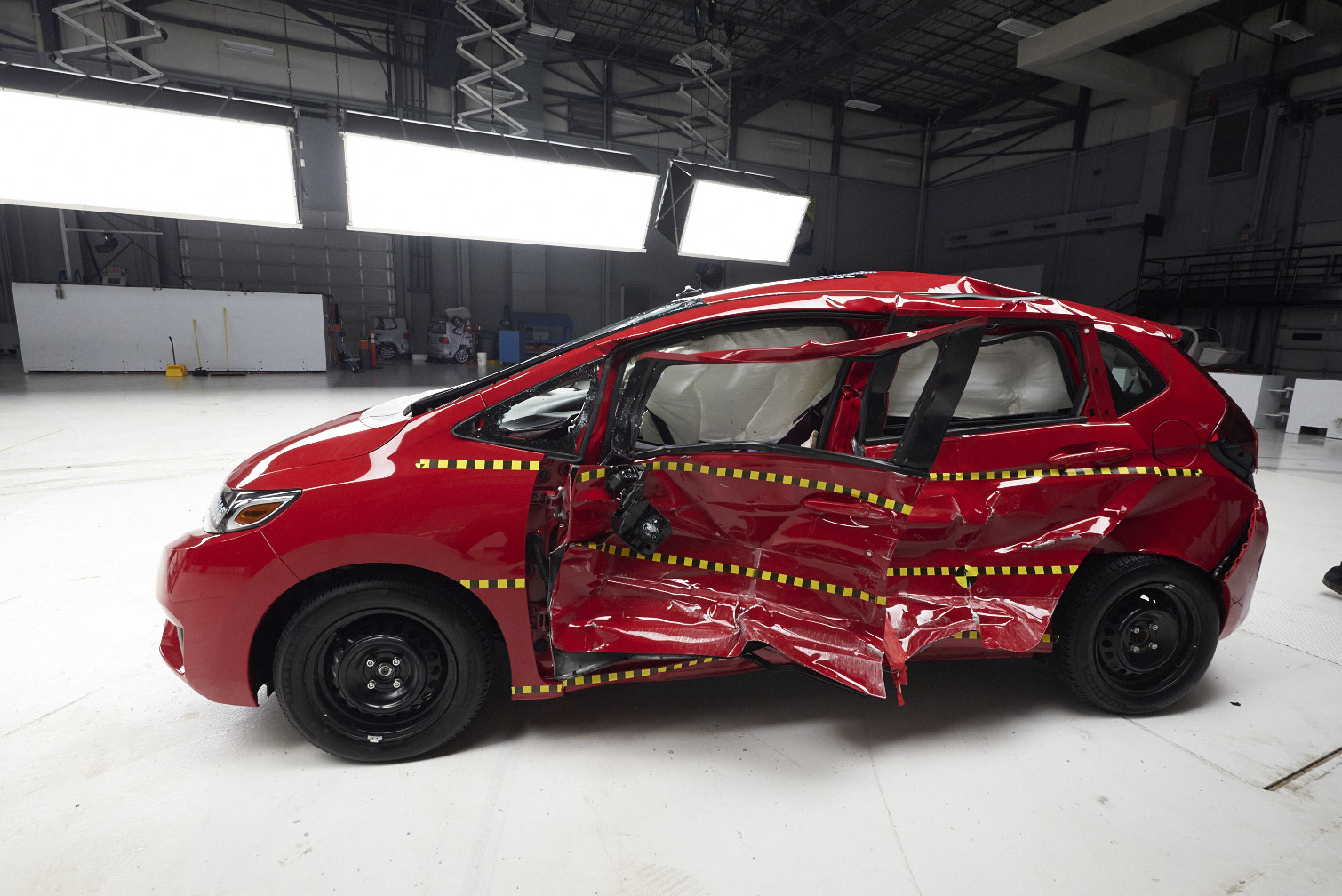
2016년 혼다 피트의 측면 충돌 테스트
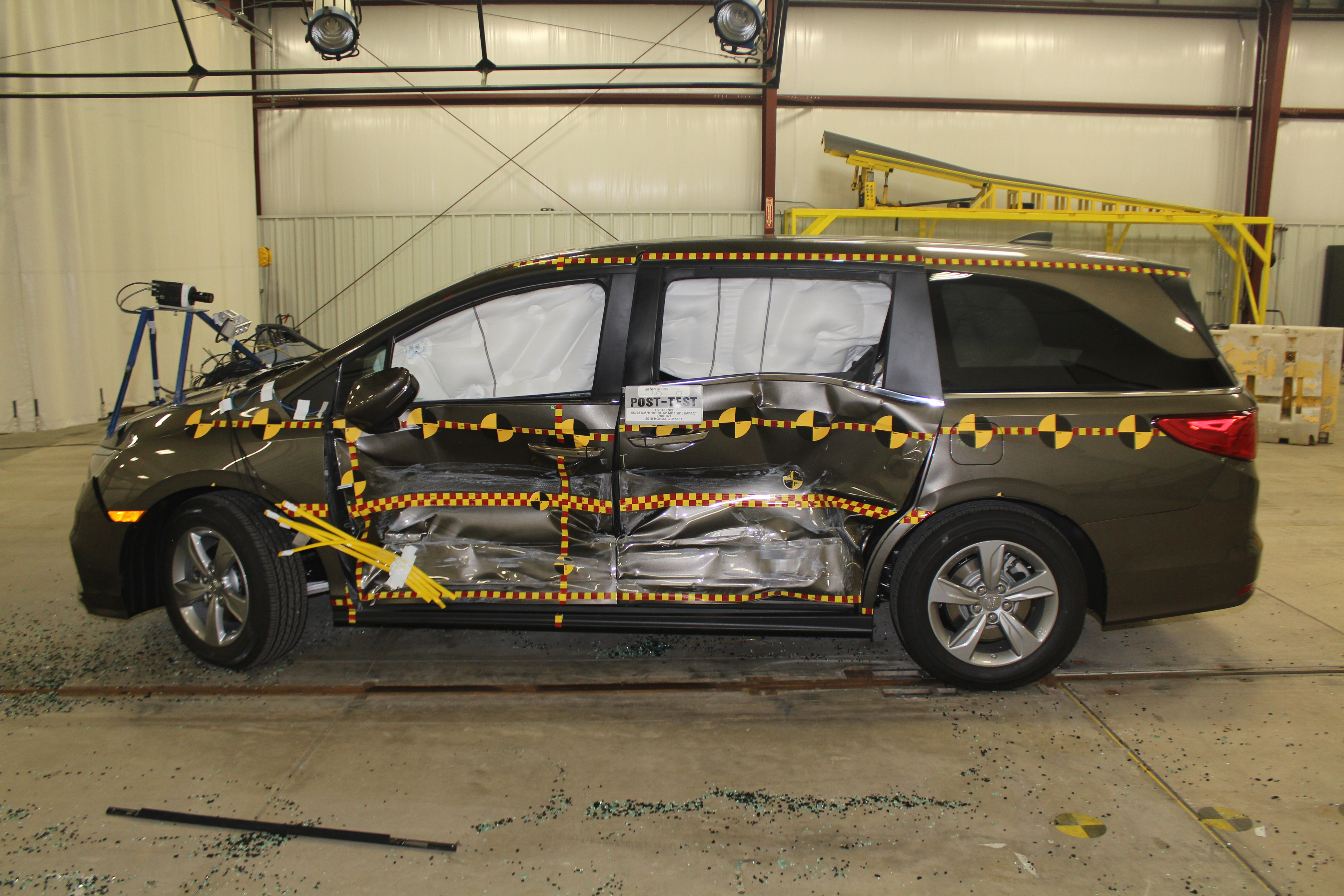
2018년 혼다 오딧세이의 측면 충돌 테스트
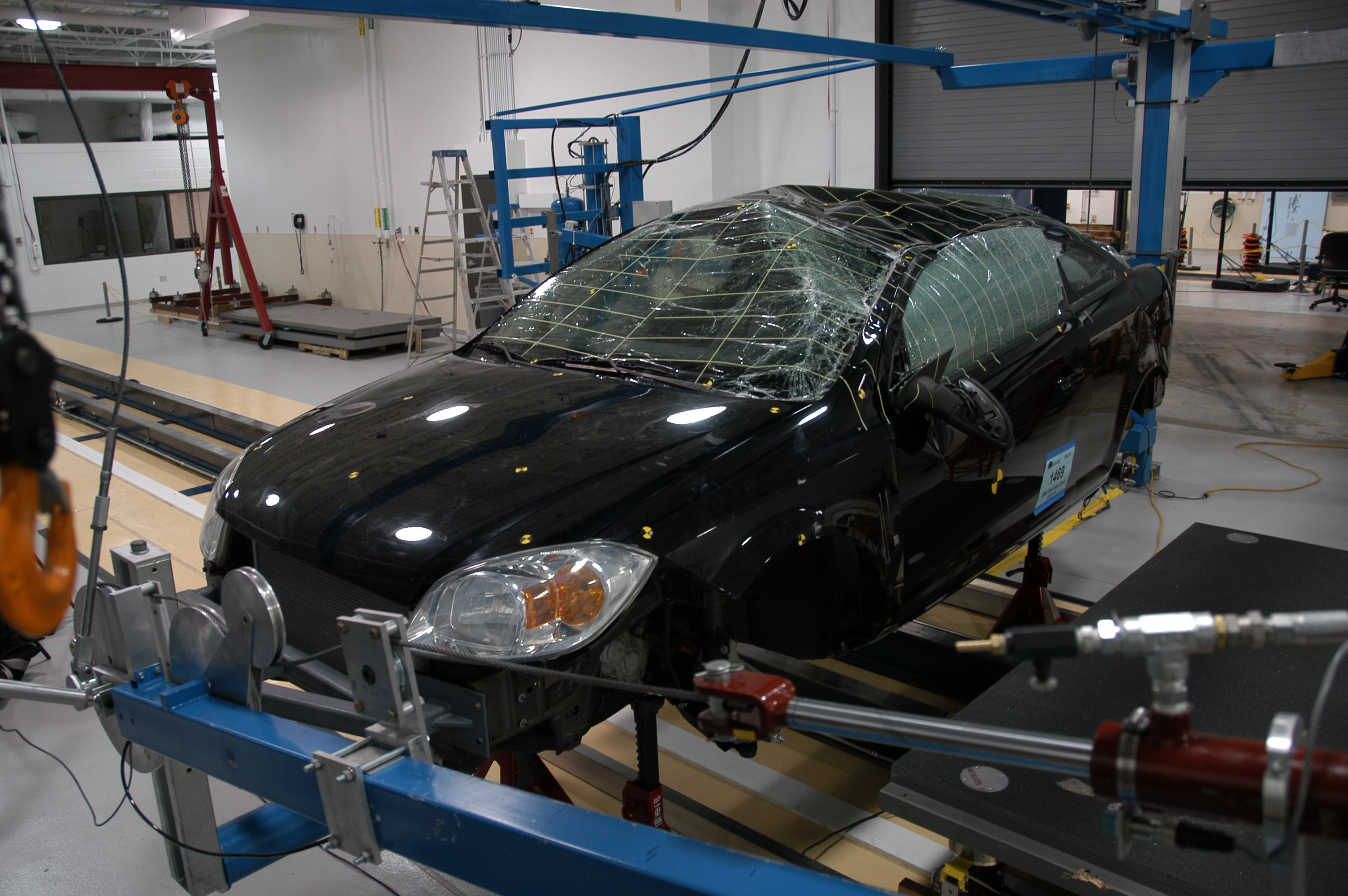
2006년 쉐보레 코발트 SS의 전복 충돌 테스트
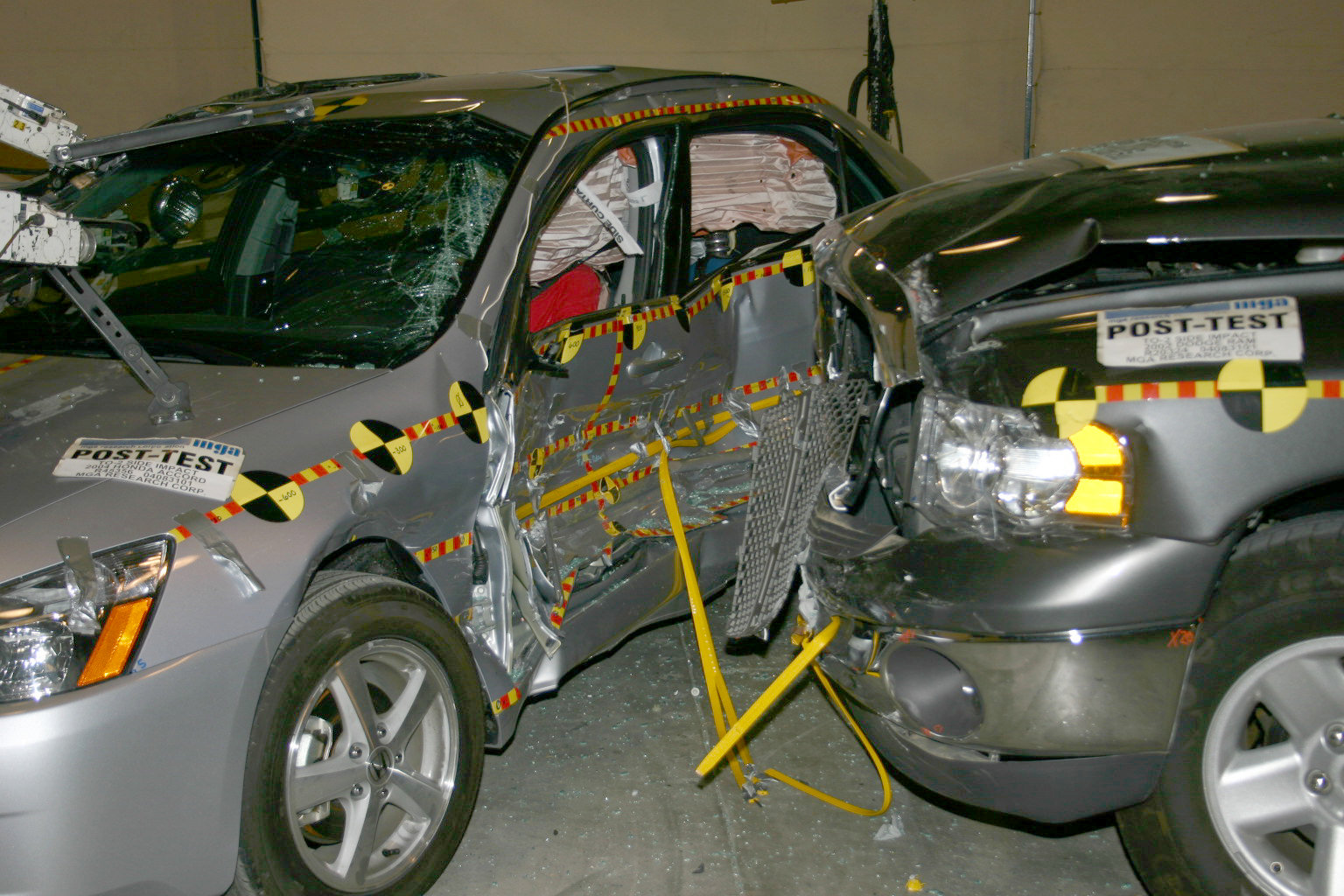
2002년 닷지 램 1500이 2004년 혼다 어코드 중형 세단에 부딪히는 측면 충돌 테스트
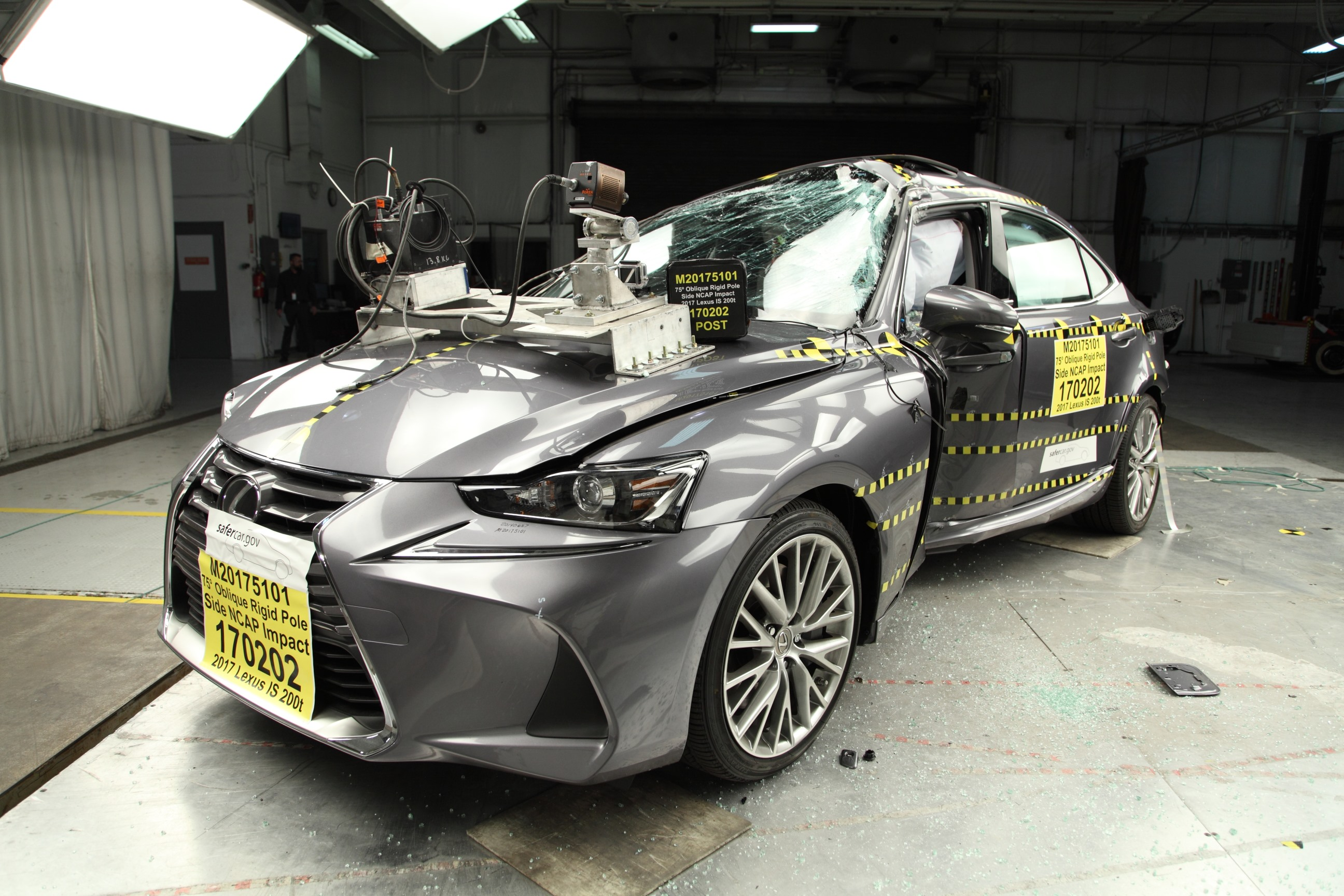
2017년 렉서스 IS의 측면 기둥 충돌 테스트
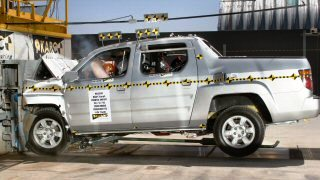
2006년 혼다 릿지라인의 전면 전체 폭 충돌 테스트
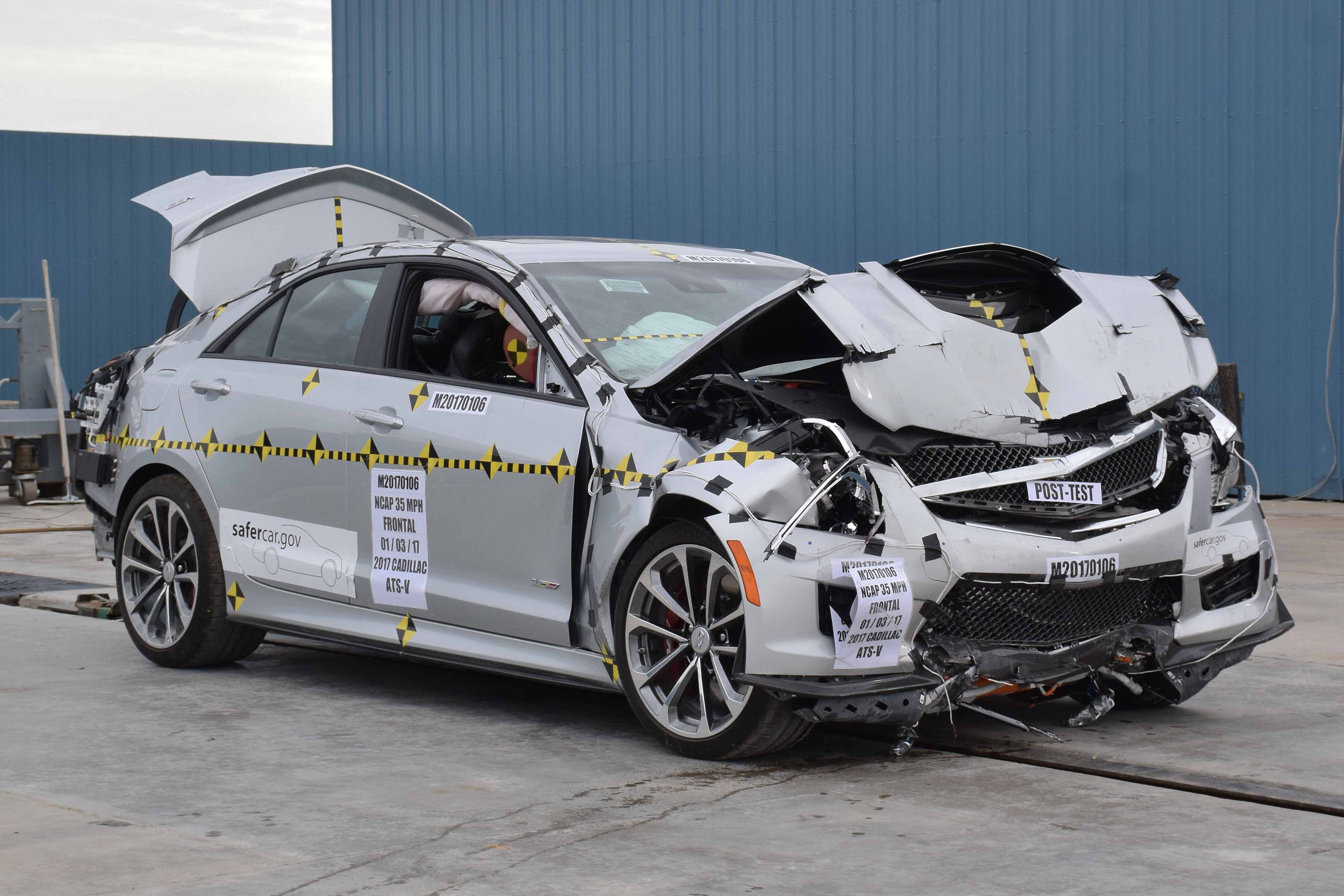
2017년 캐딜락 ATS-V의 정면 전체 폭 충돌 테스트
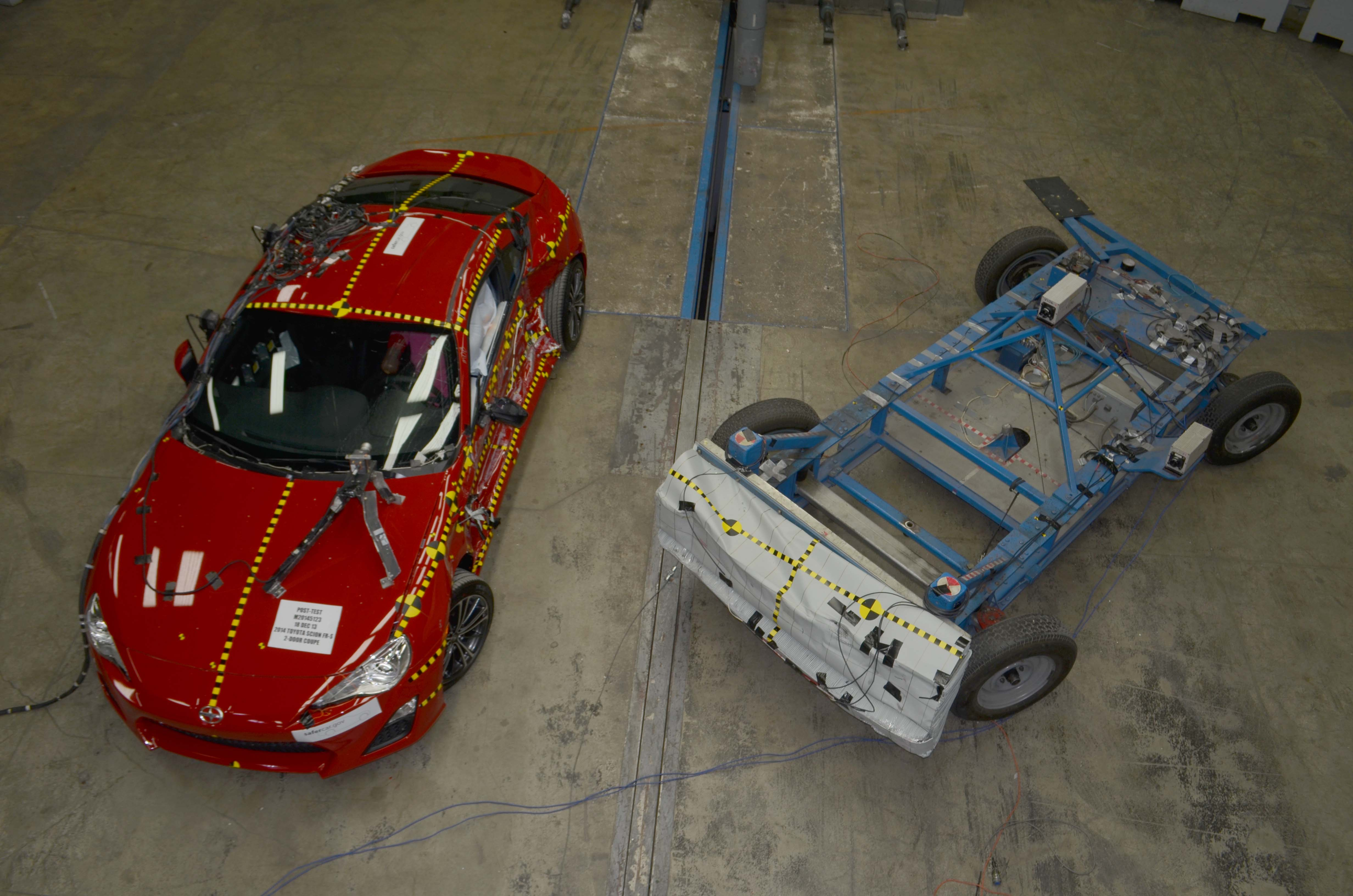
2014년 사이언 FR-S의 측면 충돌 테스트
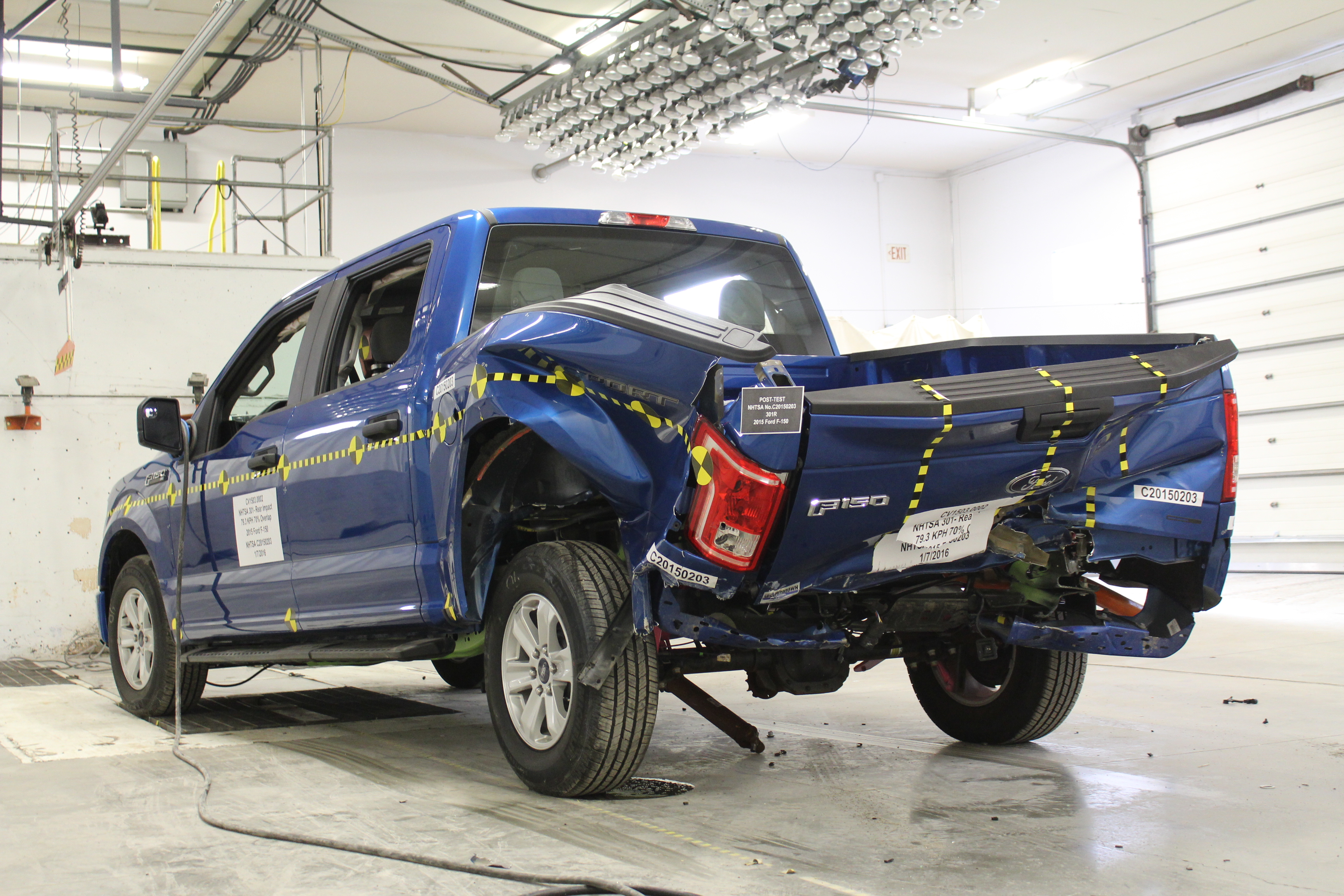
2015년 포드 F-150의 후방 오프셋 충돌
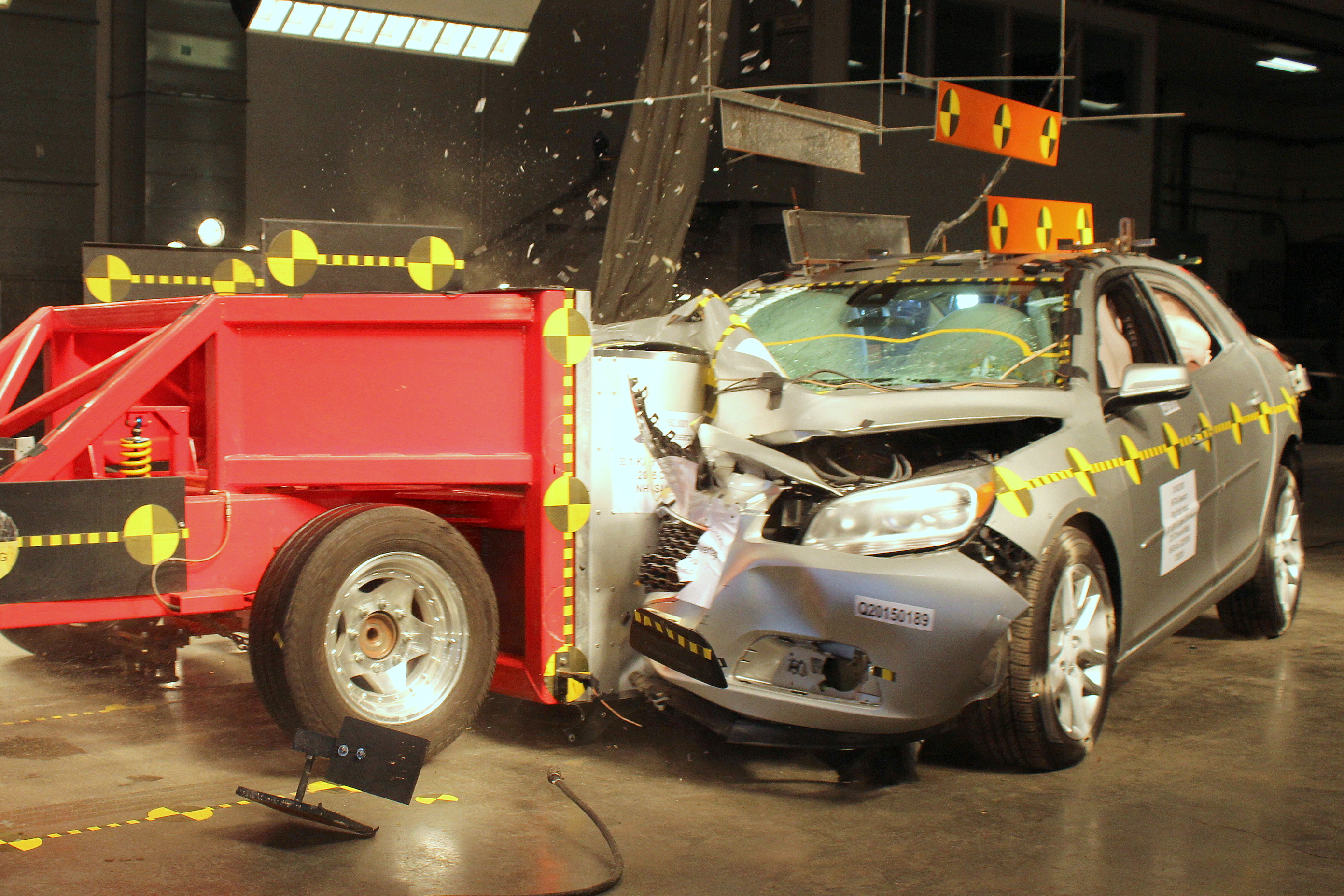
2015년 쉐보레 말리부의 조수석 사각 충돌 테스트

## 주요 제공자

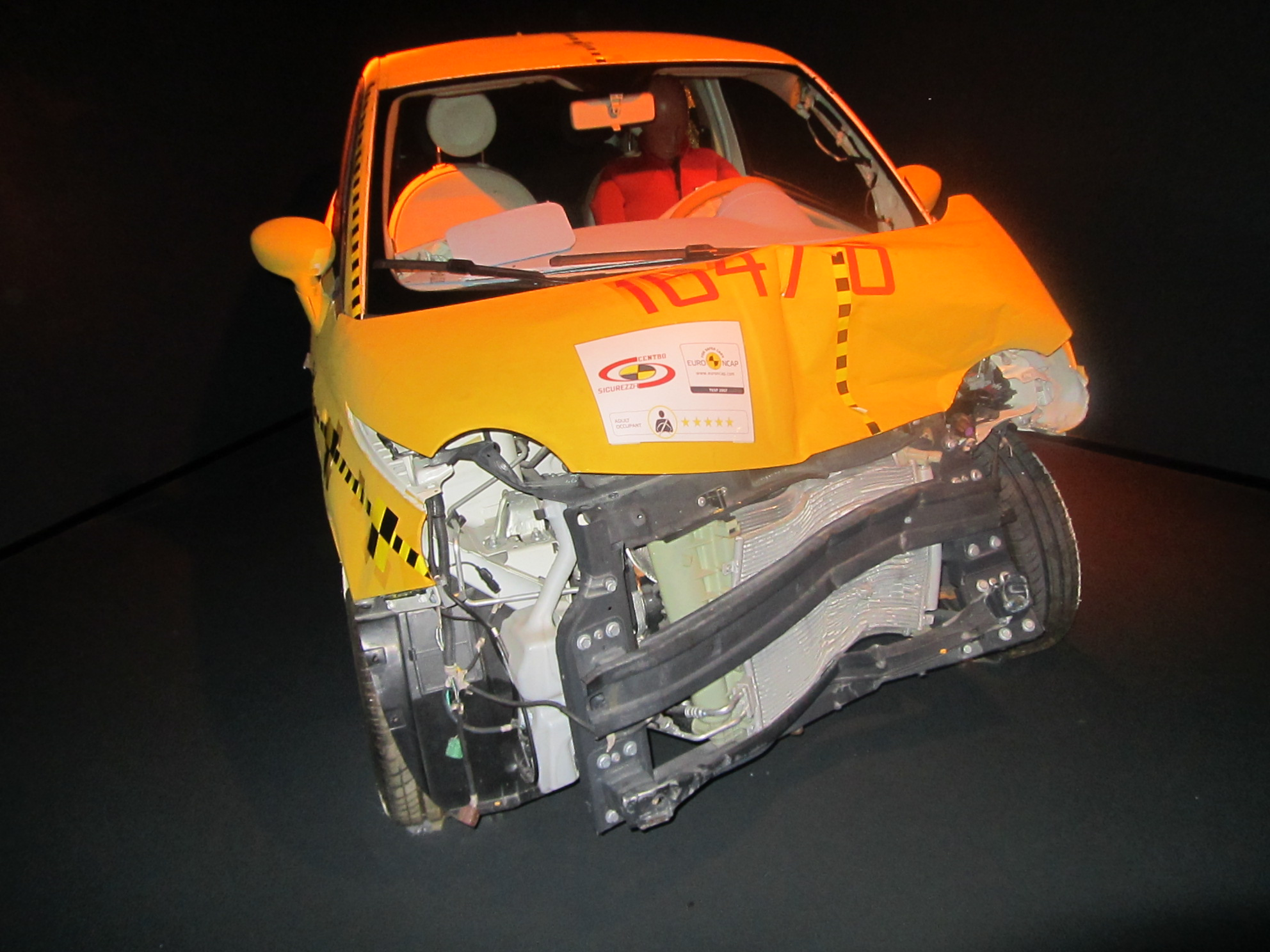
2007년 피아트 500 유로 NCAP 충돌 테스트 (토리노 박물관)

- 오토 리뷰 자동차 평가 프로그램(ARCAP)
- 독일의 독일 자동차 클럽(ADAC)
- 미국의 미국 고속도로교통안전국, 특히 연방 자동차 안전 표준(FMVSS) 및 신차 평가 프로그램(NCAP)

## 데이터 수집

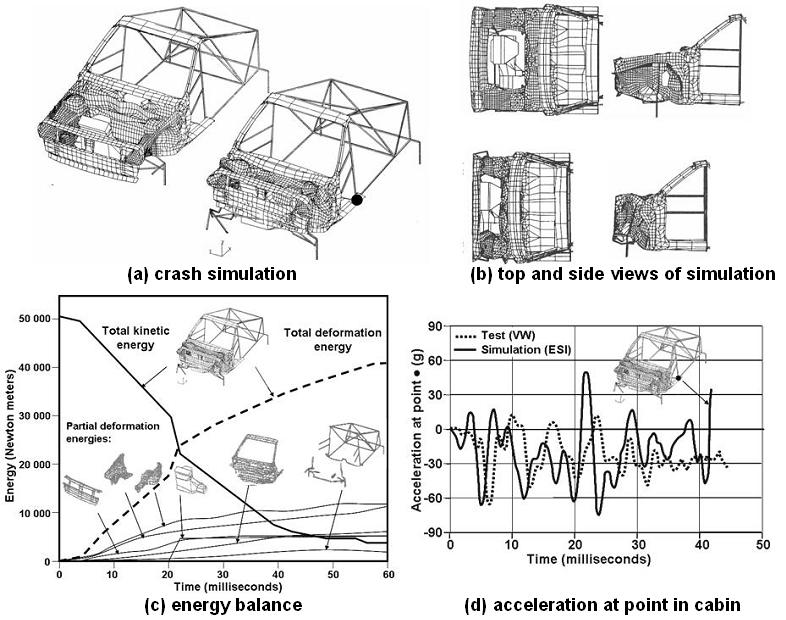
충돌 테스트 그래픽

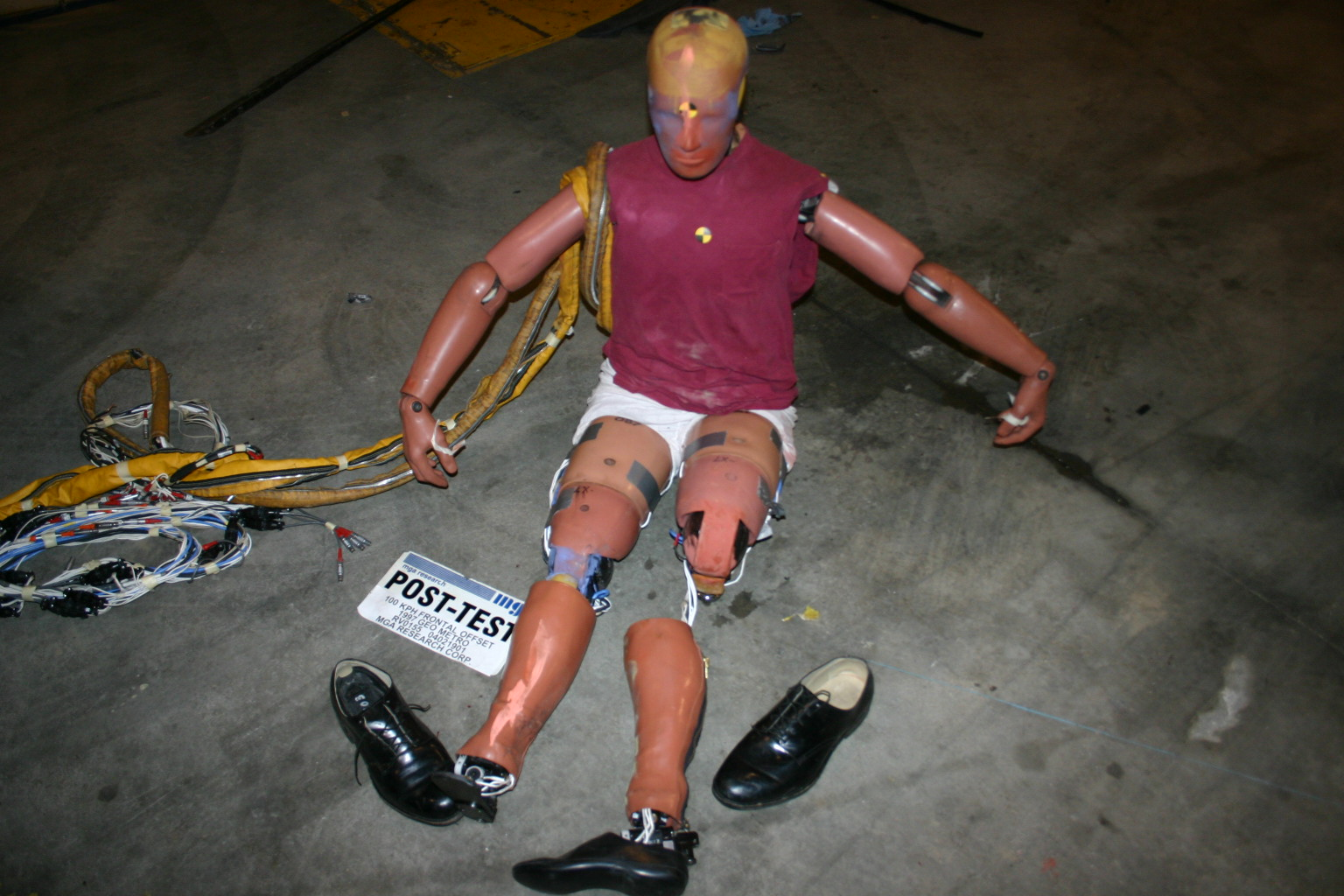
1997년 지오 메트로 내부에서 심각한 경사 충돌 테스트 후 하반신 마비가 된 충돌 테스트용 인형

충돌 테스트는 엄격한 과학 및 안전 표준에 따라 수행된다. 각 충돌 테스트는 매우 비싸므로 각 테스트에서 최대량의 자료를 추출해야 한다. 일반적으로, 이는 고속 자료 수집, 최소한 하나의 삼축 가속도계 및 충돌 테스트용 인형의 사용을 필요로 하지만, 종종 더 많은 것을 포함한다.
충돌 테스트를 수행하는 일부 기관에는 뉴욕 버펄로에 있는 독립 시험 연구소인 캘스팬이 포함된다. 캘스팬의 능력과 전문성 덕분에 캘스팬은 미국 고속도로교통안전국(NHTSA)으로부터 NHTSA FMVSS No. 214 측면 충돌 보호 준수 테스트, FMVSS No. 301 연료 시스템 무결성, FMVSS No. 305 전기 구동 차량: 전해질 유출 및 감전 보호 차량 충돌 테스트를 수행하는 5년 계약을 체결했다. 캘스팬은 또한 신차 평가 프로그램 충돌 테스트를 수행하는 NHTSA 계약을 보유하고 있다.
또한, 모내시 대학교 토목공학과는 도로변 장벽 안전 및 설계를 목적으로 정기적으로 충돌 테스트를 수행한다.

## 소비자 반응
- 1998년 로버 100은 유로 NCAP 충돌 테스트에서 성인 탑승자 등급 1등급을 받았고, 판매가 즉시 폭락하여 18년 된 디자인은 빠르게 폐기되었다.
- 2005년 대우 칼로스는 유럽과 호주에서 충돌 테스트에서 별 두 개밖에 받지 못하여 뉴스에 보도되었고, 이는 판매 부진으로 이어져 차량 충돌 안전성이 모델의 시장 성공에 미치는 영향을 보여주었다. 홀덴이 칼로스를 홀덴 바리나라는 이름으로 판매하던 호주에서는 상당한 부정적인 퍼블리시티가 발생했으며, 홀덴의 전무이사는 공개적으로 차량을 변호해야 했다.[5]
- 2세대 이스즈 트루퍼(1995년~1997년) 모델은 테스트 중 전복되는 경향으로 인해 컨슈머 리포트로부터 "수용 불가" 등급을 받았다. 보고서 이후 트루퍼 판매는 회복되지 못했고 2년 후 생산이 중단되었다.

## 충돌 테스트 프로그램
전 세계적으로 신차 및 중고차의 안전 성능에 대한 비교 정보를 소비자에게 제공하는 것을 목적으로 하는 여러 충돌 테스트 프로그램이 있다. 신차 충돌 테스트 프로그램의 예로는 미국 고속도로교통안전국의 NCAP, 미국고속도로안전보험협회, 오스트랄라시아 신차 평가 프로그램, 유로 NCAP 및 JapNCAP이 있다. 중고차 안전 등급과 같은 프로그램은 실제 충돌 데이터를 기반으로 차량의 안전 성능에 대한 정보를 소비자에게 제공한다.
2020년 유로 NCAP은 도요타 야리스에서 처음 실험된 모바일 프로그레시브 변형 장벽(MPDB) 테스트를 도입했다.

## 같이 보기
- 항공 안전
- 자동차 안전
- 자동차 안전 등급
- 교통 사고
- 충돌 테스트용 인형
- 충돌 안전성
- 유로 NCAP
- 두부손상 기준
- 미국고속도로안전보험협회
- 무스 테스트
- 미국 항공 우주국 충격 역학 연구 시설